# Pierre Arnollet
Pierre Arnollet, eigentlich Pierre Jean Baptiste Arnollet (* 21. Mai 1776 in Pontailler-sur-Saône, Département Côte-d’Or; † 30. Januar 1857 in Dijon, Dépt. Côte-d'Or) war ein französischer Ingenieur. 

## Leben
Arnollet studierte an der École polytechnique in Paris und wurde anschließend Mitglied des Corps des ingénieurs des ponts et chaussées. Mit Wirkung zum 16. März 1790 berief ihn Napoleon Bonaparte in die Commission des sciences et des arts, welche seine Ägyptische Expedition (1798–1801) wissenschaftlich begleiten sollte. Als Mitglied dieser Kommission war er auch am Entstehen der Description de l’Égypte beteiligt. 
Nach seiner Rückkehr ließ er sich in Dijon nieder. Dort beschäftigte er sich dann meistenteils mit der Technik der Eisenbahn bzw. deren Wege und auch an der atmosphärischen Eisenbahn Paris - Saint-Germain-en-Laye war er beteiligt. 
Pierre Arnollet starb am 30. Januar 1857 in Dijon und fand dort auch seine letzte Ruhestätte.